# Altmann Kraftfahrzeug-Werke

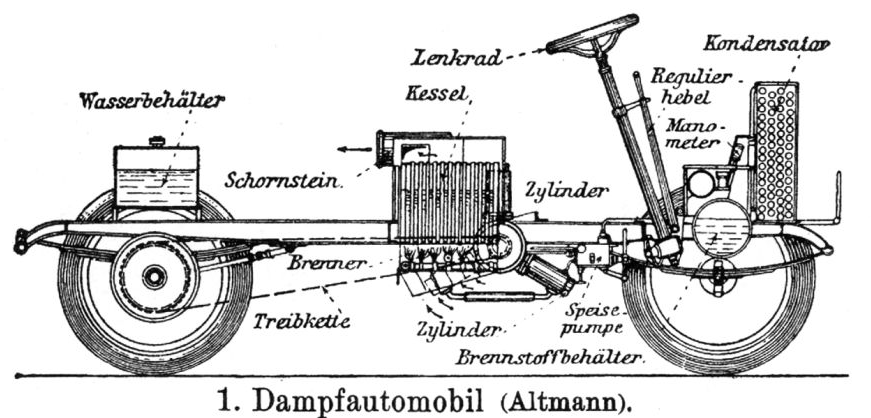
Dampfwagen von Altmann

Die Altmann Kraftfahrzeug-Werke GmbH war ein deutsches Unternehmen zur Herstellung von Dampfautomobilen, das von 1905 bis 1907 in Brandenburg (Havel) existierte. Gründer und Eigentümer war Adolf Altmann. Er wird auch in Verbindung gebracht mit Traktoren und Elektroautos.
Gelegentlich wird Adolf Altmann sogar als Erfinder des Dampftraktors genannt.

## Technik
Dampfwagen waren generell in Deutschland weniger verbreitet als etwa in Frankreich, in Großbritannien oder den USA. Die Wagen von Altmann galten als fortschrittliche und eigenständige Konstruktionen. Sie waren mit Dreizylinder-Dampfmaschinen ausgestattet, die eine Leistung von 25 PS (18,4 kW) abgaben.
Wie Gardner-Serpollet verfügte die Altmann-Maschine über eine Vorrichtung zur Steuerung der Ventilöffnungszeiten. Das Kondensat wurde aufgefangen und in den Dampfkessel zurückgeleitet, ein Prinzip, das der weltweite Marktführer Stanley erst 1915 einführte. Dabei war der Kondensator an der Wagenfront angebracht. Unter der Sitzbank des Fahrers waren die Maschine, der Heizkessel und weitere wichtige Komponenten untergebracht. Der Wassertank saß im Heck. Die Kraftübertragung auf die Hinterräder erfolgte über eine Antriebskette, bei Altmann Treibkette genannt.
Nach einem tödlichen Betriebsunfall des Eigentümers musste das Unternehmen geschlossen werden, ehe es zu einer nennenswerten Produktion kam. Wahrscheinlich wurde aus dem gleichen Grund auch ein Elektroauto eingestellt, von dem nur bekannt ist, dass es in kleiner Stückzahl gebaut worden ist.